# Max von Münchhausen

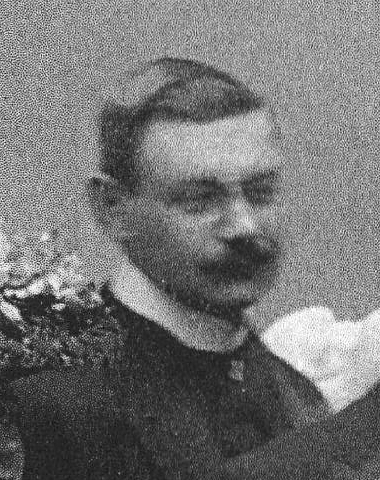
Max von Münchhausen auf der Eröffnung der Auguste-Rodin-Ausstellung im Oberlichtsaal des Museums für Kunst und Kunstgewerbe in Weimar 1904

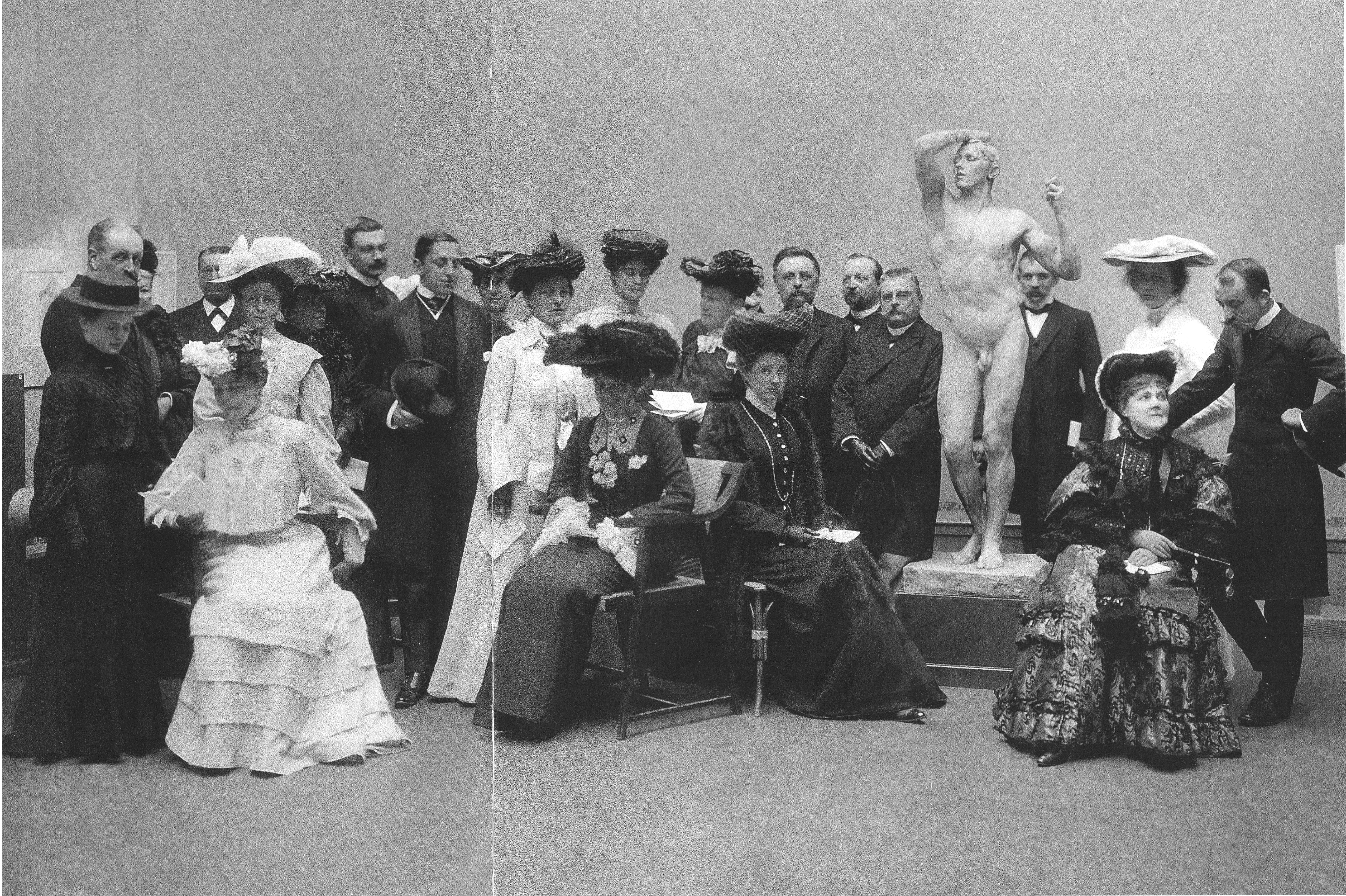
Eröffnung der Auguste-Rodin-Ausstellung im Oberlichtsaal des Museums für Kunst- und Kunstgewerbe 1904

Max Bodo Achatius Freiherr von Münchhausen (* 1. April 1868 auf Schloss Schwöbber; † 17. August 1920 in Florenz) war ein deutscher Schriftsteller, Dramatiker und Journalist. Er gehörte zur Adelsfamilie Münchhausen. Bedeutend ist sein Nachlass an Mobiliar, das Teil der Inneneinrichtung von Haus Hohe Pappeln in Weimar geworden ist als Zeugnis gescheiterter kulturpolitischer Bemühungen.

## Leben
Am 5. April 1904 heiratete er Editha Ida Klara Müller von Schönaich (* 21. September 1884). Die Ehe führte zu mindestens zwei Söhnen.
Um 1900 lebte Münchhausen in Berlin. Eine dies bezeugende Postkarte vom 2. September 1900, die  er an den  Historiker Karl Lamprecht, sandte, hat sich in dessen Nachlass in Bonn erhalten. Münchhausen promovierte an der Universität Leipzig 1904 mit einer juristischen Dissertation. Eine Immatrikulation als Student an der Universität Leipzig lässt sich jedoch nicht nachweisen. Doch sein weiterer Lebensweg hatte an sich wenig mit einem Juristen zu tun. Das sollte sich insbesondere in Weimar zeigen, insbesondere an den von ihm überkommenen Zeugnissen:
Im Haus Hohe Pappeln in Weimar befindet sich das Original des von Max von Münchhausen entworfenen Speisezimmers von 1903. Dass Max von Münchhausen nicht nur künstlerische Absichten hatte, seine Möbel bei Henry van de Velde zu bestellen, darf als sicher angenommen werden. Er beabsichtigte nämlich, sich Elisabeth Förster-Nietzsche gewogen zu machen, da er zu Friedrich Nietzsche eine Schriftenreihe herauszugeben gedachte. Die Ausgestaltung des Nietzsche-Archivs durch Henry van de Velde war auch Thema eines Briefwechsels Münchhausens mit Hans Rosenhagen. Dass Münchhausen ein glühender Verehrer Friedrich Nietzsches war, lassen alle von ihm überkommenden Zeugnisse unzweifelhaft erkennen. Das Projekt, bei dem er sich förmlich aufdrängte, seine „Nietzsche-Revue“, kam nicht zustande. Er war bei dem Projekt, wo u. a. auch Harry Graf Kessler involviert war, bereits als designierter Redakteur vorgesehen. Weitere Mitarbeiter sollten Henry van de Velde, Richard Dehmel und Hugo von Hofmannsthal werden. Der Kreis um Harry Graf Kessler, zu dem van de Velde und Förster-Nietzsche gehörten, wollte in diesen Jahren das „Neue Weimar“ als Zentrum der künstlerischen Avantgarde etablieren. Es sollte diese „Nietzsche-Revue“ in diesem Sinne wohl ein Organ dieser neuen künstlerischen Avantgarde im „Neuen Weimar“ werden. Es blieb für Münchhausen letztlich nur bei dem bei van de Velde in Auftrag gegebenen Mobiliar, die nun samt dem Haus Hohe Pappeln UNESCO-Welterbe sind. Münchhausen war 1904 bei der Eröffnung der Auguste-Rodin-Ausstellung im Museum für Kunst und Kunstgewerbe Weimar anwesend. Eine Fotografie, angefertigt von Louis Held, bezeugt dies. Das neue Weimar, das er unter dem Pseudonym Max Hausen beschrieb, begann sich in eine völkische Richtung hin zu wandeln. Eine derartige Erklärung deutscher Autoren und Künstler, initiiert von Ernst Wachler, hatte Münchhausen 1900 auch mit unterzeichnet. Wohnhaft war Münchhausen zumindest im Jahre 1906 in der Cranachstraße 9. Spätestens ab 1910 war Münchhausen nicht mehr in Weimar, weil er im Weimarer Adreßbuch dieses Jahres nicht mehr erscheint. Ab dieser Zeit war er wohl in Florenz. Allerdings ist von 1907 bis 1909 kein Weimarer Adressbuch  erschienen. Mit seinem  Weggang aus Weimar verschwand Münchhausen  auch  von der kulturpolitischen Bildfläche.
Max von Münchhausen übersetzte u. a. Briefe von Stendhal. Er schrieb auch Romane, Schauspiele und Theaterstücke. In der Eigenschaft als Schriftsteller und Dramatiker ist er heute praktisch unbekannt. Im Theater erscheint er so gut wie auf keiner Bühne mehr.
Das im Besitz von Münchhausen befindliche Mobiliar konnte aus Privatbesitz wieder gekauft werden. Das geschah 1999 durch die Klassikstiftung Weimar.

## Werke (Auswahl)
- Die Äbtissin von Castro: Renaissance-Novellen von Stendhal = Henri Beyle. Übertragen von Max von Münchhausen, Dieterichs, Jena 1904.
- Eckhart von Jeperen, 1905.
- Die Geschäftsführung ohne Auftrag nach dem Bürgerlichen Gesetzbuche, Noske, Borna-Leipzig 1904. (Diss. Leipzig 1904)
- Ins Paradies ; Adam. Eva. Die Sünde, 1907.
- Byron: Tragödie in fünf Akten, 1908.
- Galla Placidia ; Schauspiel in fünf Akten, 1911.